# بالكونيس هايتس
بالكونيس هايتس (بالإنجليزية: Balcones Heights)‏ هي مدينة أمريكية تقع في ولاية تكساس.تبلغ مساحة هذه المدينة 1.7 (كم²)،ويبلغ عدد سكانها 3016 نسمة حسب إحصاء سنة 2010 م. تشير إحصاءات سنة 2000م بأن الكثافة السكانية في هذه المدينة تقدر بـ(1804.9) نسمة/كم².

## التركيبة السكانية
حدّد مكتب تعداد الولايات المتحدة بيانات التركيبة السكانية لبالكونيس هايتس في تعداد الولايات المتحدة. في ما يلي، التركيبة السكانية حسب تعدادي 2000 و2010.

### تعداد عام 2000
بلغ عدد سكان بالكونيس هايتس 3,016 نسمة بحسب تعداد عام 2000، وبلغ عدد الأسر 1,437 أسرة وعدد العائلات 708 عائلة مقيمة في المدينة. في حين سجلت الكثافة السكانية 1,774.1 نسمة لكل كيلومتر مربع (4,594.9/ميل2). وبلغ عدد الوحدات السكنية 1,539 وحدة بمتوسط كثافة قدره 905.3 لكل كيلومتر مربع (2,344.7/ميل2).
وتوزع التركيب العرقي للمدينة بنسبة 69.66% من البيض و5.37% من الأمريكيين الأفارقة و1.56% من الأمريكيين الأصليين و1.13% من الأمريكيين ذوي الأصول الآسيوية و0.03% من سكان جزر المحيط الهادئ و17.41% من الأعراق الأخرى و4.84% من عرقين مختلطين أو أكثر و69.60% من الهسبانيون أو اللاتينيون من أي عرق.
بلغ عدد الأسر 1,437 أسرة كانت نسبة 30.6% منها لديها أطفال تحت سن الثامنة عشر تعيش معهم، وبلغت نسبة الأزواج القاطنين مع بعضهم البعض 26.2% من أصل المجموع الكلي للأسر، ونسبة 18.2% من الأسر كان لديها معيلات من الإناث دون وجود شريك، بينما كانت نسبة 4.9% من الأسر لديها معيلون من الذكور دون وجود شريكة وكانت نسبة 50.7% من غير العائلات. تألفت نسبة 43.6% من أصل جميع الأسر من عدة أفراد يعيشون في نفس المنزل ونسبة 7.7% كانت تتألف من شخص يعيش بمفرده يبلغ من العمر 65 عاماً أو أكثر. وبلغ متوسط حجم الأسرة المعيشية 2.10، أما متوسط حجم العائلات فبلغ 2.92.
بلغ العمر الوسطي للسكان 31.9 عاماً. وكانت نسبة 23.7% من القاطنين تحت سن الثامنة عشر، وكانت نسبة 14.5% بين الثامنة عشر والرابعة والعشرين عاماً، ونسبة 33.1% كانت واقعةً في الفئة العمرية ما بين الخامسة والعشرين والرابعة والأربعين عاماً، ونسبة 19.5% كانت ما بين الخامسة والأربعين والرابعة والستين، ونسبة 9.2% كانت ضمن فئة الخامسة والستين عاماً فما فوق. يوجد لكل 100 أنثى 107.1 ذكر، ويوجد لكل 100 أنثى في الثامنة عشر من عمرها فما فوق 107.1 ذكر.
بلغ متوسط دخل الأسرة في المدينة 21,452 دولارًا، أما متوسط دخل العائلة فبلغ 27,074 دولارًا. وكان متوسط دخل الذكور 21,209 دولارًا مقابل 18,944 دولارًا للإناث. وسجل دخل الفرد الخاص بالمدينة 13,529 دولارًا. وكانت نسبة 18.1% من العائلات ونسبة 21.1% من السكان تحت خط الفقر، وكان من هؤلاء نسبة 23.6% تحت سن الثامنة عشر ونسبة 15.2% في الخامسة والستين من العمر وما فوق.

### تعداد عام 2010
بلغ عدد سكان بالكونيس هايتس 2,941 نسمة بحسب تعداد عام 2010، وبلغ عدد الأسر 1,366 أسرة وعدد العائلات 650 عائلة مقيمة في المدينة. في حين سجلت الكثافة السكانية 1,730 نسمة لكل كيلومتر مربع (4,480.7/ميل2). وبلغ عدد الوحدات السكنية 1,630 وحدة بمتوسط كثافة قدره 958.8 لكل كيلومتر مربع (2,483.3/ميل2).
وتوزع التركيب العرقي للمدينة بنسبة 73.27% من البيض و7.14% من الأمريكيين الأفارقة و1.43% من الأمريكيين الأصليين و0.95% من الأمريكيين ذوي الأصول الآسيوية و0.03% من سكان جزر المحيط الهادئ و13.94% من الأعراق الأخرى و3.23% من عرقين مختلطين أو أكثر و74.46% من الهسبانيون أو اللاتينيون من أي عرق.
بلغ عدد الأسر 1,366 أسرة كانت نسبة 28.8% منها لديها أطفال تحت سن الثامنة عشر تعيش معهم، وبلغت نسبة الأزواج القاطنين مع بعضهم البعض 22.3% من أصل المجموع الكلي للأسر، ونسبة 18.2% من الأسر كان لديها معيلات من الإناث دون وجود شريك، بينما كانت نسبة 7.2% من الأسر لديها معيلون من الذكور دون وجود شريكة وكانت نسبة 52.4% من غير العائلات. تألفت نسبة 44.2% من أصل جميع الأسر من عدة أفراد يعيشون في نفس المنزل ونسبة 7.9% كانت تتألف من شخص يعيش بمفرده يبلغ من العمر 65 عاماً أو أكثر. وبلغ متوسط حجم الأسرة المعيشية 2.15، أما متوسط حجم العائلات فبلغ 3.07.
بلغ العمر الوسطي للسكان 33.0 عاماً. وكانت نسبة 25.2% من القاطنين تحت سن الثامنة عشر، وكانت نسبة 11.6% بين الثامنة عشر والرابعة والعشرين عاماً، ونسبة 30.2% كانت واقعةً في الفئة العمرية ما بين الخامسة والعشرين والرابعة والأربعين عاماً، ونسبة 25.4% كانت ما بين الخامسة والأربعين والرابعة والستين، ونسبة 7.7% كانت ضمن فئة الخامسة والستين عاماً فما فوق. وتوزع التركيب الجنسي للسكان بنسبة 49.8% ذكور و50.2% إناث.